# 대한민국 형사소송법 제161조의2
대한민국 형사소송법 제161조의2는 증인신문의 방식에 대한 형사소송법의 조문이다.

## 조문
제161조의2(증인신문의 방식) ① 증인은 신청한 검사, 변호인 또는 피고인이 먼저 이를 신문하고 다음에 다른 검사, 변호인 또는 피고인이 신문한다.
②재판장은 전항의 신문이 끝난 뒤에 신문할 수 있다.
③재판장은 필요하다고 인정하면 전2항의 규정에 불구하고 어느 때나 신문할 수 있으며 제1항의 신문순서를 변경할 수 있다.
④법원이 직권으로 신문할 증인이나 범죄로 인한 피해자의 신청에 의하여 신문할 증인의 신문방식은 재판장이 정하는 바에 의한다.  <개정 1987.11.28.>
⑤합의부원은 재판장에게 고하고 신문할 수 있다.
[본조신설 1961.9.1.]

第161條의2(證人訊問의 方式) ① 證人은 申請한 檢事, 辯護人 또는 被告人이 먼저 이를 訊問하고 다음에 다른 檢事, 辯護人 또는 被告人이 訊問한다.
②裁判長은 前項의 訊問이 끝난 뒤에 訊問할 수 있다.
③裁判長은 必要하다고 認定하면 前2項의 規定에 不拘하고 어느 때나 訊問할 수 있으며 第1項의 訊問順序를 變更할 수 있다.
④法院이 職權으로 訊問할 證人이나 犯罪로 인한 被害者의 申請에 의하여 訊問할 證人의 訊問方式은 裁判長이 定하는 바에 依한다.  <개정 1987.11.28.>
⑤合議部員은 裁判長에게 告하고 訊問할 수 있다.
[本條新設 1961.9.1.]

## 참고 문헌
- 손동권 신이철, 새로운 형사소송법(초판, 2013), 세창, 2013. ISBN 9788984114081